# The Egg (film 1922)
The Egg è un cortometraggio muto del 1922, diretto da Gilbert Pratt e prodotto da Broncho Billy Anderson con Stan Laurel.
Il cortometraggio fu distribuito il 4 settembre 1922.

## Trama
In una città vivono due persone diverse che svolgono due lavori diversi: il primo è Humpty Dumpty, che lavora in una produzione di legname, l'altro è Gerard Stone, uno snob che pensa solo ai soldi, e ha appena ricevuto una lettera molto importante che riguarda il presidente della fabbrica: il Sig. Stillwell.
Allo stop di un semaforo il messaggio passa accidentalmente nelle mani di Dumpty, e così iniziano gli equivoci.
Mentre questi sta lavorando, senza non combinare alcuni guai, Stone sta trattando con Stillwell perché vuole appropriarsi della fabbrica, riuscendoci con l'inganno.
Gli operai si riuniscono per protestare e scelgono Dumpty come leader, ma vengono scoperti dal capo, che si è messo dalla parte di Stone: Humpty fugge via in preda al panico inseguito dall'altro.
Intanto Stillwell sta per essere arrestato, ma Dumpty sente tutto e fa irruzione mostrando il contratto cosicché vengano imprigionati Stone e il capo degli operai e Humpty possa trovare l'amore nella figlia del presidente.